# 深圳灣公路大橋
深圳灣公路大橋（英語：Shenzhen Bay Bridge），與深圳灣口岸、10号干线合稱為深港西部通道，是一條橫跨深圳湾和后海灣的跨海公路大橋，屬於香港10號幹線的一部份，工程於2003年8月28日展開，香港段於2005年12月竣工。2006年1月20日大橋香港段與深圳段合攏，於2007年7月1日通車。

## 建築簡介

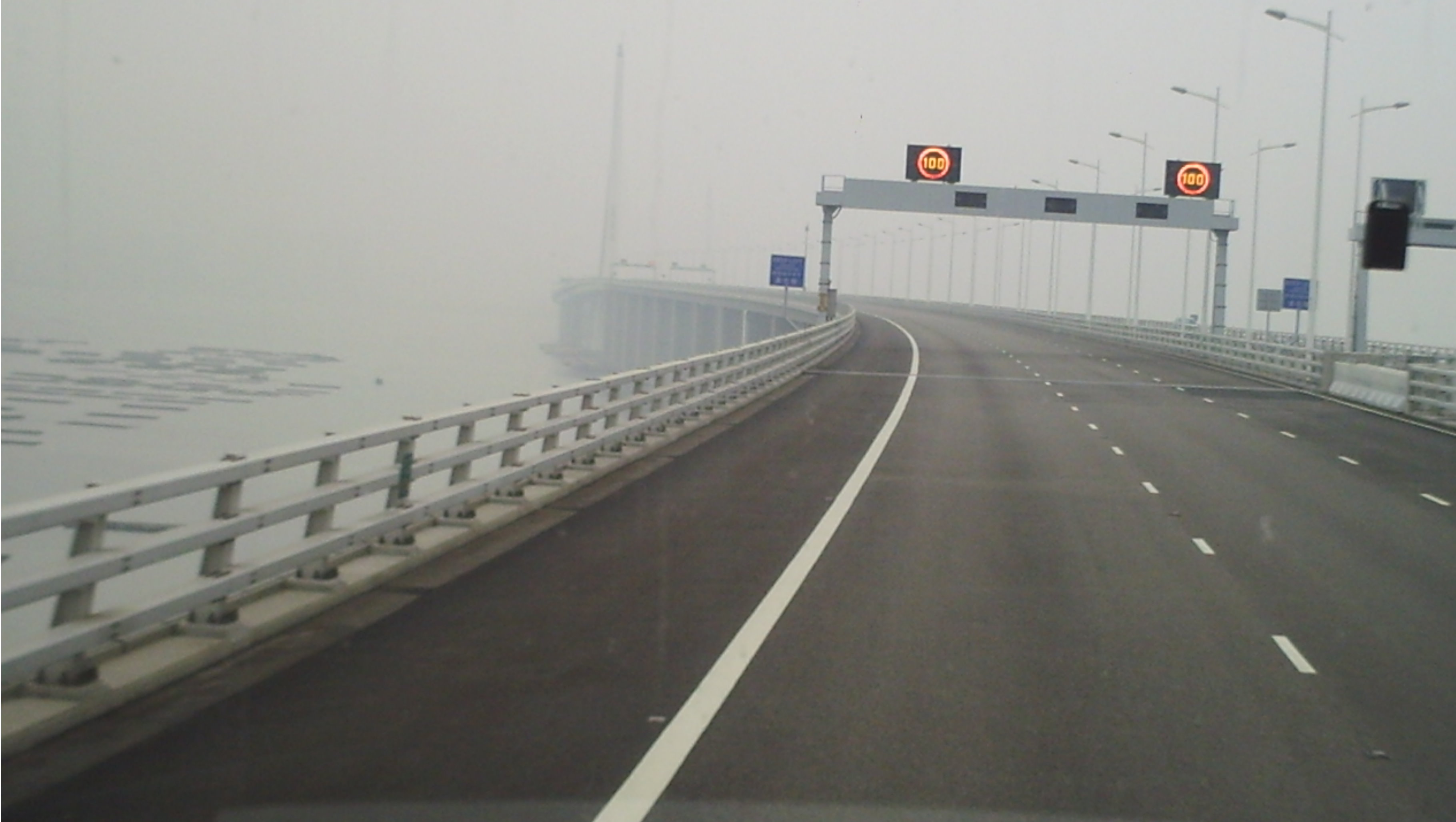
深圳灣公路大橋

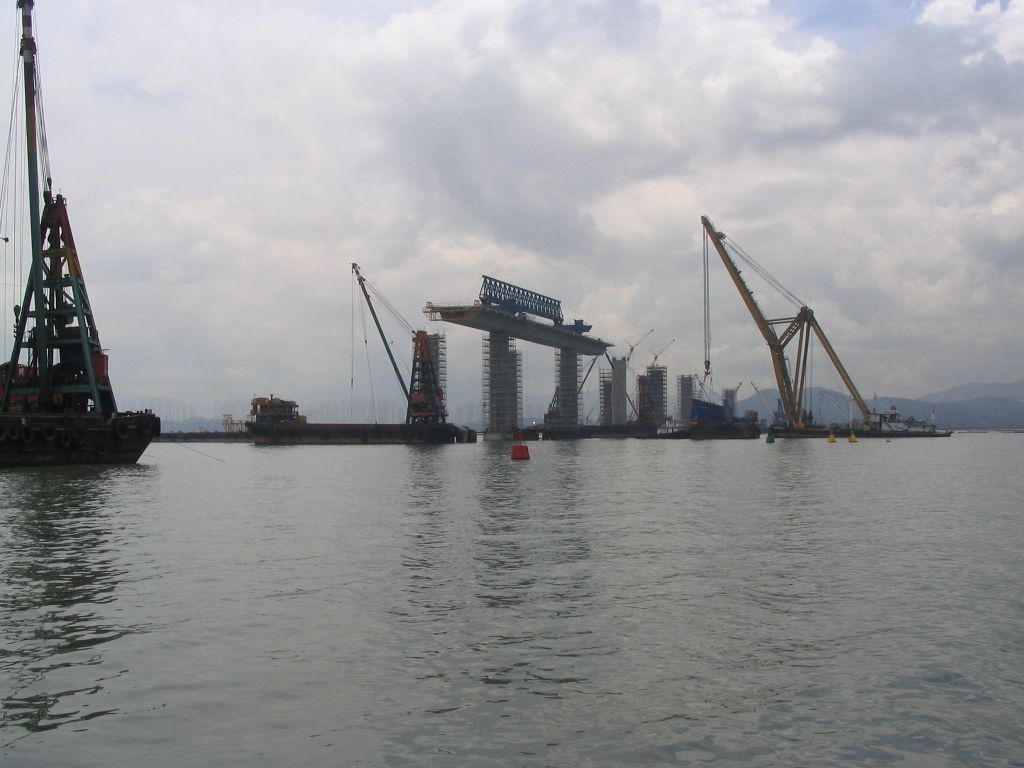
深圳灣公路大橋於香港與深圳的邊界附近施工情況，圖中遠方為元朗區鰲磡石一帶。

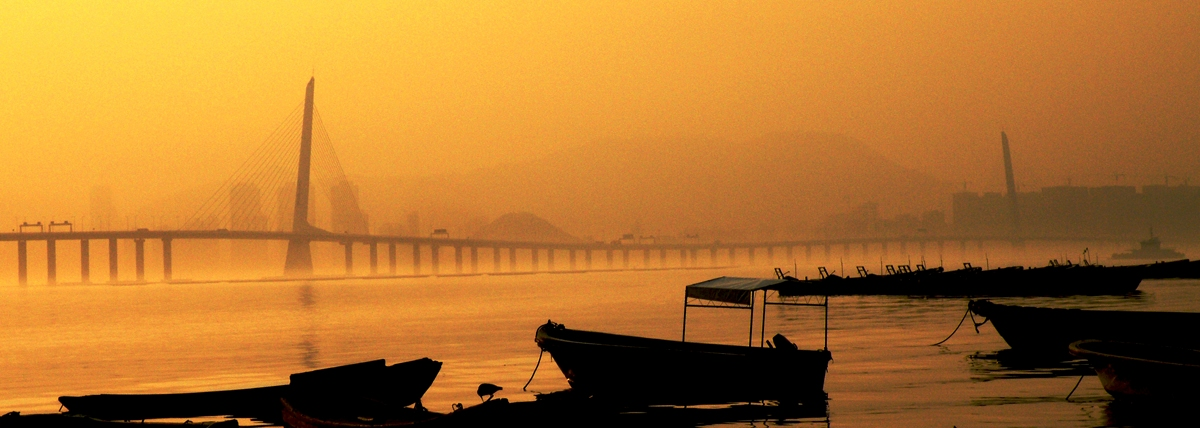
深圳灣公路大橋日落景觀

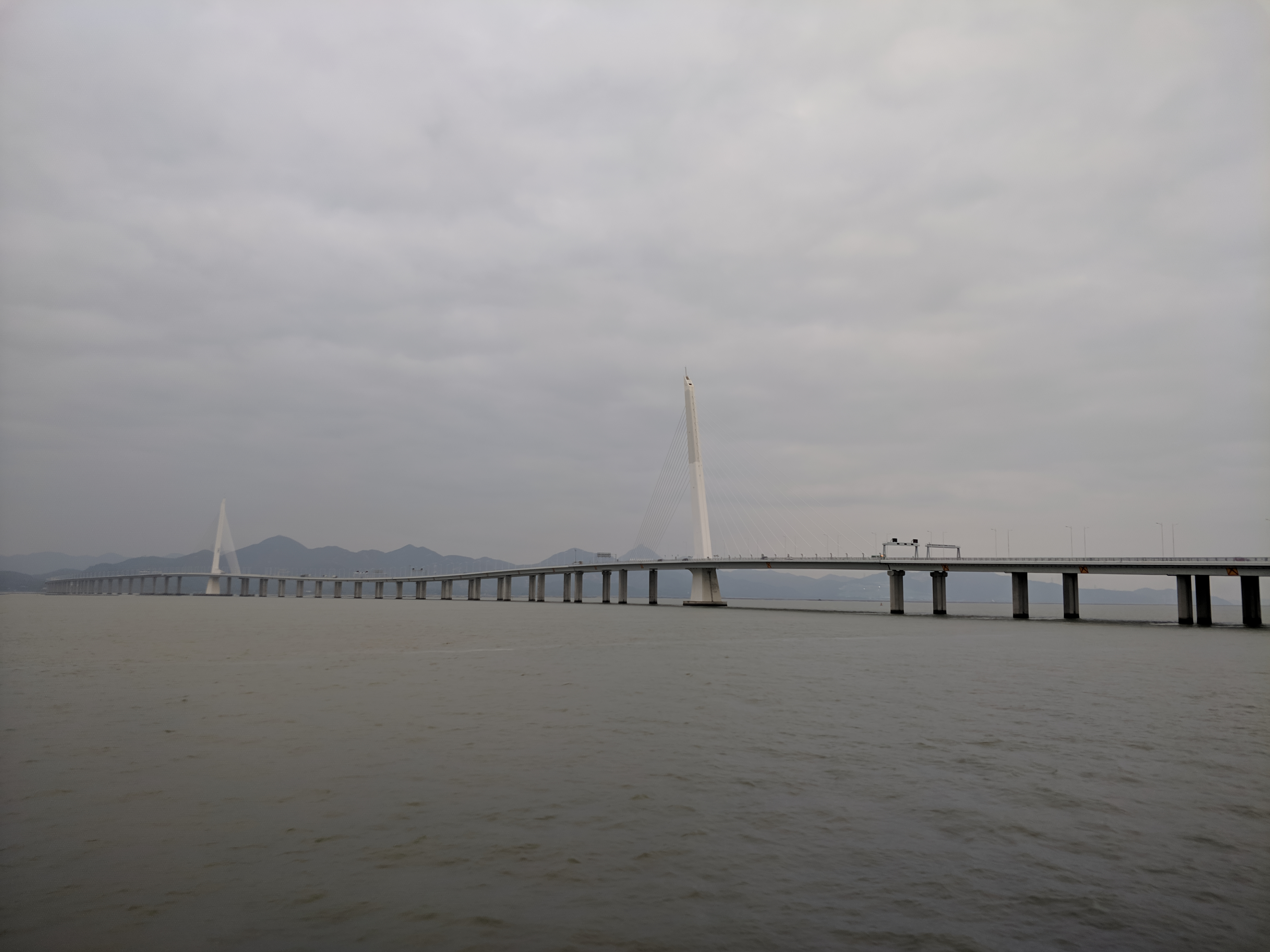
深圳湾公路大桥远景

深圳灣公路大橋是一條獨塔單索面鋼箱樑斜拉橋及雙向六車道高速公路，起點位於香港元朗區鰲磡石，終點位於深圳南山區東角頭的深圳灣口岸港方口岸區。大橋全長5,545米，深圳段橋長約2,040米；香港段橋長約3,505米。設計行車時速100公里，是香港境内車速限制最高的大橋。全橋的樁柱共457支，共12對斜拉桥，呈不對稱佈置，是全中國唯一傾斜的獨塔單索面橋。大橋落成後，來往港（天水围）、深（南山）兩地只需10至15分鐘。
大橋的建造按照深港雙方共同確定的「以粵港分界線為界，各自投資、共同建設、各自擁有、各自管理」的原則，大橋由港深兩地政府採用統一的建設標準和工期分別實施。建成後由香港政府負責大橋深圳段橋面的維護與經濟管理，而深圳段的橋墩仍由深圳方維護管理。
大橋的走線呈「S」形，旨在減輕橋身對后海灣水流的影響，而且比直路更能提高司機駕駛的警覺性，景觀亦較佳。斜拉橋港深兩段各有一個橋塔，各拉26條斜拉索，橋塔的設計會輕微傾斜，互仰向對方，象徵深港兩地緊密團結。
深圳湾大桥北引桥设有立交桥以分流进入深圳湾口岸的货运车辆和客运车辆，同时兼备转换粤港两地道路通行方向的作用。
為免工程影響沿岸環境，在興建大橋香港段時，更興建臨時鋼橋運送建材，而臨時橋於工程完成後拆除。

## 邊境禁區
整條深圳灣公路大橋，被列作香港的禁區（按《公安條例》另行設立，而非一般邊境禁區）範圍，根據香港法例，進入或經過深圳灣公路大橋的過境旅客，必須持有有效旅遊證件，内地人员需要港澳通行证，海外人员必须要有护照，非過境人士必須持有「禁區通行許可證」。

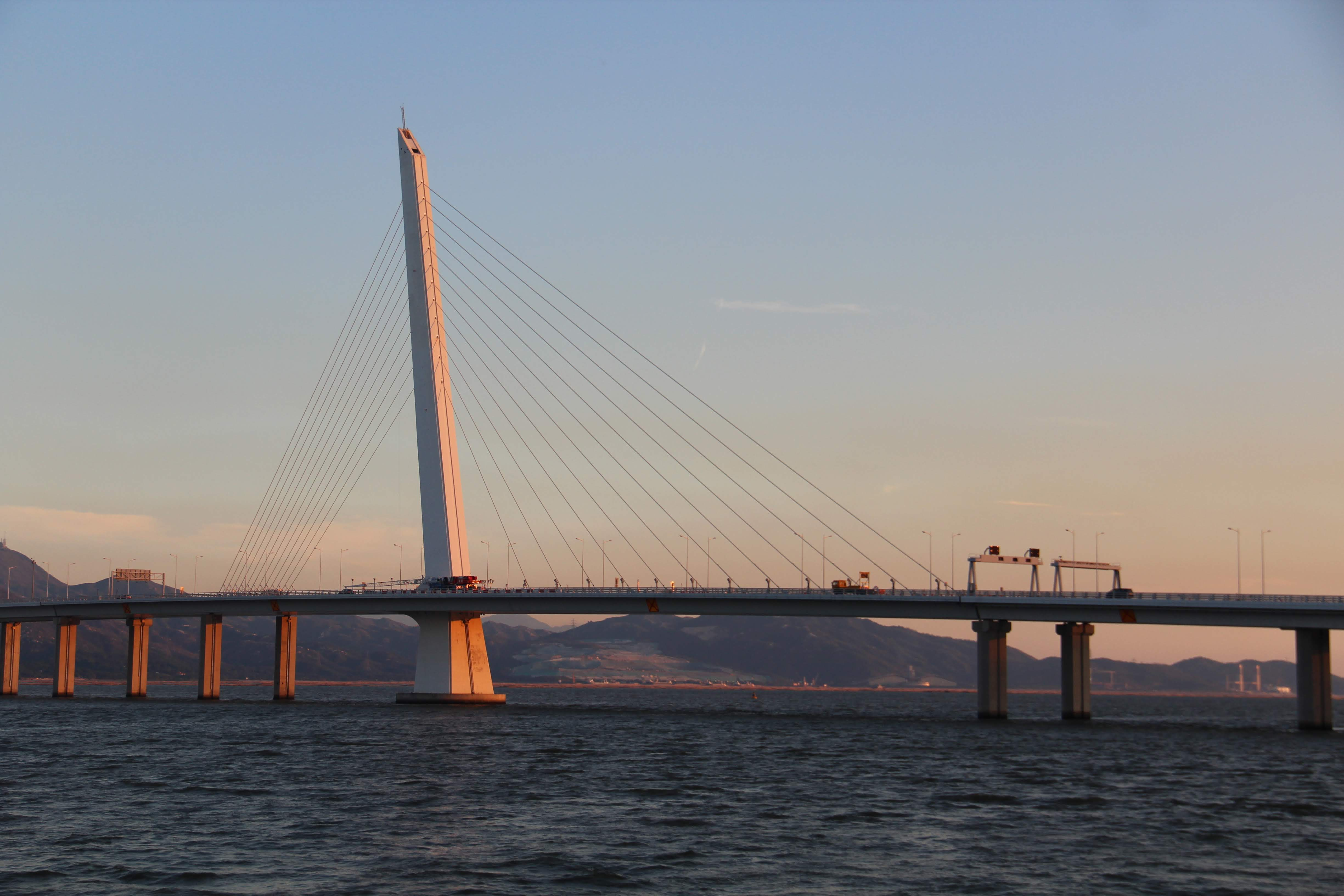
日落时的靠近深圳一侧的塔桥

夜晚的深圳灣公路大橋，左通香港，右通深圳

## 車速偵察
2013年香港運輸及房屋局建議斥資1,100萬港元深圳灣公路大橋出入點各設置安裝偵察平均車速攝影機系統，利用自動車牌識別系統計算各車輛有否超速，預計於2014年年底安裝及進行測試，為期一年，如果效果理想將會擴大系統覆蓋範圍。

## 開放時間與惡劣天氣之安排
在惡劣天氣下，如平均風速超過每小時55公里時，深圳灣公路大橋會局部封閉；在平均風速超過每小時65公里時，深圳灣公路大橋更會完全封閉。

## 事故
深圳灣公路大橋深圳段，於2010年曾出現移位。而大橋亦不時發生車禍，部分司機歸咎於大橋的維修改道，引致車禍。

### 鋼纜折斷事件
2019年2月15日，香港路政署進行例行檢查期間，發現大橋香港段近鰲磡石，大橋六條「外置預應力鋼纜」中有一條折斷，初步估計為生銹所致。記者會上路政署署長陳派明表示情況不常見，但稱結構安全。
不過有「香港橋王」之稱，路政署前副署長劉正光指「全世界很少有類似情况」，估計是受水氣影響而出現鏽蝕引致鋼纜被折斷。而資深土木工程師倪學仁認為成因與維修保養不足有關。香港立法會議員譚文豪、時事評論員兼工程師黎廣德、香港工程師學會前會長兼土力工程處前處長陳健碩，均對事件表示關注。
根据调查报告，是由于建设期间对钢缆管道进行灌浆填充时出现失误，导致断裂位置未有灌浆到位，形成空腔，导致发生钢缆锈蚀断裂，由于冗余量足够（可以承受两条钢缆断裂），发现事故后立即封锁维护，一个月后完成断裂钢缆的更换工作。

## 外部連結
- 香港運輸署：深圳灣公路大橋駕駛指引 （页面存档备份，存于）
- 新增通道，聯繫更好 （页面存档备份，存于），香港政府新聞公報，2007年6月25日
- 深圳灣口岸開通儀式，香港電台，2007年7月1日

| 论 编                                       | 香港10號幹線 |  |
|                                             |              |  |
| 深港西部通道／深圳灣公路大橋 - 港深西部公路 |              |  |
|                                             |              |  |